# The Light of Reborn
The Light of Reborn es el segundo EP de la banda de metalcore Shadows of the Sunshine. Al igual que su anterior EP ...Of Humanity, sólo fueron grabadas un número limitado copias.

## Datos del disco
La canción Lightning the Way es instrumental al igual que The Light Is Out. Ambas canciones son el intro y el outro del disco, respectivamente.
El bonus track Seconds to Dream es la versión final de la canción After Midnight de su EP anterior ...Of Humanity.
Este EP dio un giro radical en la trayectoria musical del grupo, ya que es su primer trabajo bajo el nombre de Shadows of the Sunshine y con un nuevo estilo musical. Esto se ve reflejado en el nombre del disco, The Light of Reborn (En español: La Luz del Renacer), que hace referencia a este cambio.

## Lista de canciones
Todas las canciones escritas y compuestas por Shadows of the Sunshine. 
| N.º   | Título                                        | Duración |  |
| 1.    | «Lightning the Way» (Instrumental)            | 1:26     |  |
| 2.    | «Screaming Now, Then Crying»                  | 4:10     |  |
| 3.    | «Nobody Knows What She Tells, and Dissapears» | 3:50     |  |
| 4.    | «Dear Remind»                                 | 5:19     |  |
| 5.    | «A Travel Inside of Mind»                     | 3:14     |  |
| 6.    | «The Light Is Out» (Instrumental)             | 2:14     |  |
| 7.    | «Seconds to Dream» (Bonus Track)              | 3:07     |  |
| 23:21 |                                               |          |  |

## Personal
- Rafa Nogueroles - Voz
- Víctor Da Silva - Guitarra
- Dani Marfil - Guitarra
- Matías Bottarini - Bajo
- Marcos S. Sanz - Batería

- Datos: Q6144782